# Mns Dayah Langien
Mns Dayah Langien is een bestuurslaag in het regentschap Pidie Jaya van de provincie Atjeh, Indonesië. Mns Dayah Langien telt 306 inwoners (volkstelling 2010).